# NGC 2304
NGC 2304 je otevřená hvězdokupa v souhvězdí Blíženců. Od Země je vzdálená asi 14 400 světelných let. Objevil ji William Herschel 30. prosince 1783. Její stáří bylo určeno na 630 milionů let.
Nejjasnější členové této hvězdokupy jsou slabší než 11. hvězdná velikost, takže se ve středně velkém hvězdářském dalekohledu ukáže pouze jako mlhavá zrnitá skvrnka.